# Antonio Fargas
Antonio Juan Fargas (Nueva York, 14 de agosto de 1946) es un actor americano reconocido por su participación en películas del género blaxploitation en la década de 1970 y por interpretar el papel de Huggy Bear en la serie policiaca Starsky & Hutch. Inició su carrera en 1969 con un pequeño papel en el largometraje de comedia Putney Swope y desde entonces ha registrado una gran cantidad de participaciones en cine y televisión.

## Filmografía seleccionada

### Cine y televisión
- Putney Swope (1969) – Árabe
- Pound (1970) – Greyhound
- Shaft (1971) – Bunky
- Cisco Pike (1972) – Buffalo
- Across 110th Street (1972) – Henry J. Jackson
- Cleopatra Jones (1973) – Doodlebug Simkins
- Busting (1974) – Stephen
- Conrack (1974) – Quickfellow
- Foxy Brown (1974) – Link Brown
- The Gambler (1974) – Pimp
- Cornbread, Earl and Me (1975) – One-Eye
- Starsky & Hutch (1975-1979) - Huggy Bear
- Next Stop, Greenwich Village (1976) – Bernstein Chandler
- Car Wash (1976) – Lindy
- Pretty Baby (1978) – Profesor
- Up the Academy (1980) – Entrenador
- Firestarter (1984) – Taxista
- Crimewave (1985) – Ciego
- Night of the Sharks (1988) – Paco
- Shakedown (1988) – Nicky 'N.C.' Carr
- I'm Gonna Git You Sucka (1988) – Flyguy
- The Borrower (1991) – Julius
- Howling VI: The Freaks (1991) – Bellamey
- Whore (1991) – Rasta
- Don't Be a Menace to South Central While Drinking Your Juice in the Hood (1996) – Old School
- Milo (1998) - Kelso
- The Suburbans (1999) – Magee
- 3 Strikes (2000) – Jim Douglas
- Driver 2 (2000, video game) – Detective Tobias Jones
- Osmosis Jones (2001) – Chill
- Everybody Hates Chris (2005–2009) – Sr. Harris
- Fist of the Warrior (2007) – Padre Riley
- Sucker Punch (2008) – Baz
- Vegas Cinefest (2011) – Él mismo
- Silver Bells (2013) – Melvin Lowell
- Beyond Skyline (2017) – Sarge
- Cherif (2018) – Huggy Bear
- "Black Lightning" (2018) - Poe, editor.